# Tisserin tricolore
Ploceus tricolor
Espèce
Statut de conservation UICN

 LC  : Préoccupation mineure
Statut CITES
Le Tisserin tricolore (Ploceus tricolor) est une espèce de passereau appartenant à la famille des Ploceidae.

## Description brève

Dessin de tisserins tricolores datant de 1896. L’individu de gauche est un adulte tandis que celui de droite est un juvénile.

Le tisserin tricolore a un adulte qui se distingue du juvénile, mais pas de réel dimorphisme sexuel. La tête, bec compris, et le dos et la queue sont noirs à l’exception d’un croissant jaune à la base de la nuque, chez l'adulte. Le dessous est brun. Le juvénile n’a du noir que sur la partie inférieure du dos et des ailes. Le reste est brun uni. 

## Répartition et habitat
Cet oiseau vit en Afrique équatoriale. Elle est présente depuis la Sierra Leone jusque dans la partie proximale du bassin congo-gabonais, qui constitue l'extrémité sud-est de son aire de répartition. L'espèce est forestière, mais se plait aussi dans les milieux plus ouverts et anthropisés.